# 大青杨
大青杨（学名：Populus ussuriensis）为杨柳科杨属的植物。其种加词“ussuriensis”意为“乌苏里的”。分布于远东地区、朝鲜以及中国大陆的黑龙江、辽宁、吉林等地，生长于海拔300米至1,400米的地区，常生于山地江河岸边和沟谷坡地的针阔混交林中，目前尚未由人工引种栽培。
现接受名为甜杨（Populus suaveolens Fisch.)。

## 异名
- Populus ussuriensis f. ovatifolia C. Wang et Tung